# Keleriškiai
Keleriškiai är en ort i Litauen. Den ligger i den centrala delen av landet, 110 km nordväst om huvudstaden Vilnius. Keleriškiai ligger 48 meter över havet och antalet invånare är 385.
Terrängen runt Keleriškiai är mycket platt. Runt Keleriškiai är det ganska glesbefolkat, med 42 invånare per kvadratkilometer. Närmaste större samhälle är Kėdainiai, 3,8 km öster om Keleriškiai. Trakten runt Keleriškiai består till största delen av jordbruksmark.